# Вільне (Дніпровський район)
Вільне — (До 2016 р. — Віленка) село в Україні, у Новопокровській селищній громаді Дніпровського району Дніпропетровської області. Населення — 82 мешканця.

## Географія
Село Вільне розташоване на правому березі річки Комишувата Сура, вище за течією примикає село Кринички, нижче за течією на відстані 1,5 км розташоване село Бутовичівка, на протилежному березі — село Михайлівка. По селу протікає висихний струмок із загатою.

## Населення

### Мова
Розподіл населення за рідною мовою за даними перепису 2001 року:
| Мова       | Відсоток |
| ---------- | -------- |
| українська | 100 %    |

## Інтернет-посилання
- Погода в селі [Архівовано 21 листопада 2016 у Wayback Machine.]

1. ↑  Рідні мови в об'єднаних територіальних громадах України — Український центр суспільних даних